# 동윤

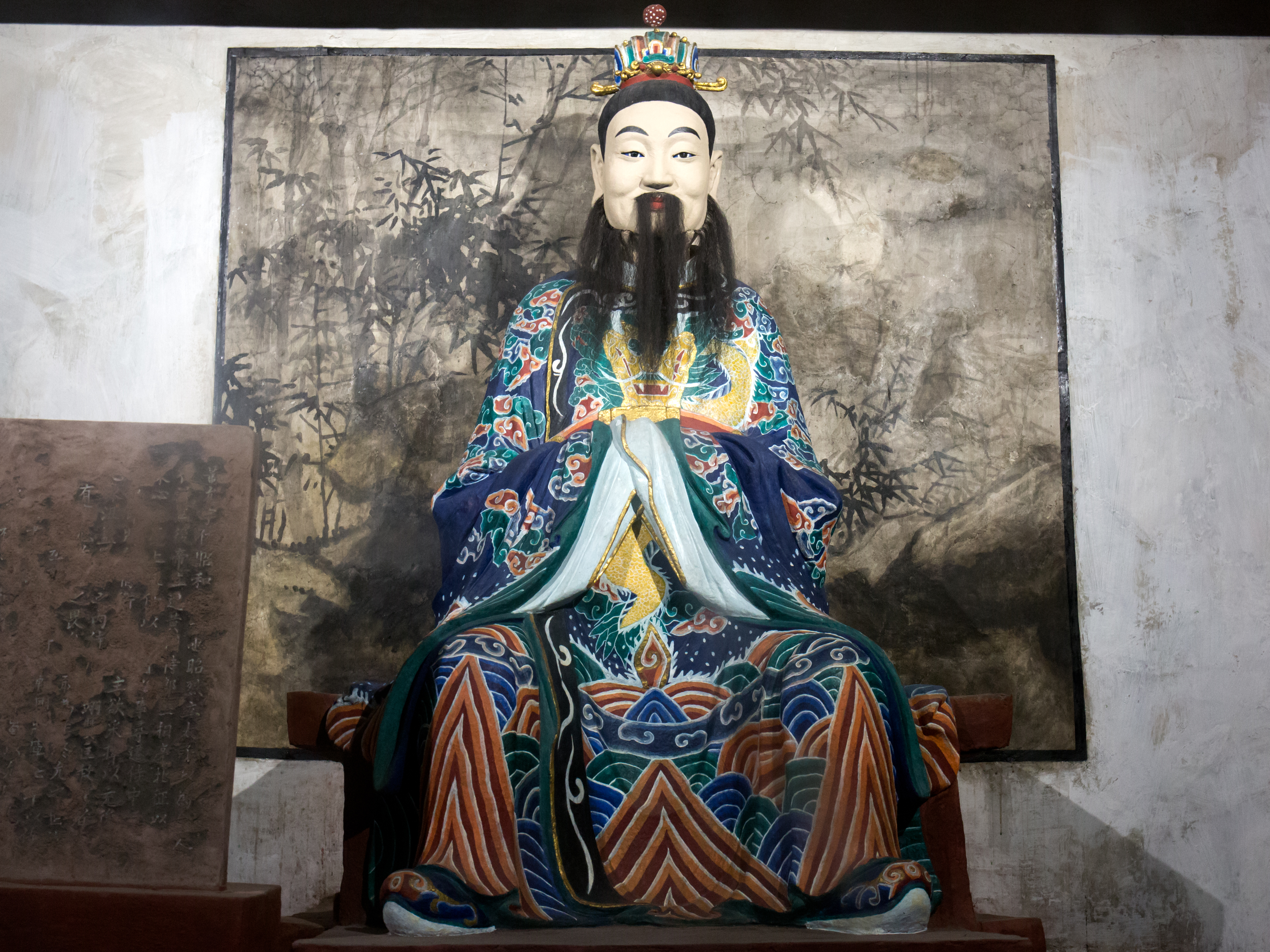

동윤(董允, ? ~ 246년)은 촉한의 관료로, 자는 휴소(休昭)이며 남군 지강현(枝江縣) 사람이다. 촉한의 장군중랑장(掌軍中郞將) 동화의 아들로, 보국장군·황문시랑을 역임했으며, 제갈량·장완·비의와 함께 사상(四相)이라 불렸다.
배잠(裴潛)은 동윤은 유선(劉禪)이 촉한의 황태자(皇太子)가 되었을 때 태자사인(太子舍人)이 되었으며 유선(劉禪)이 황제에 즉위하자 황문시랑(黃門侍郞)이 되어 제갈량(諸葛亮)의 신임을 받았다고 평했다.

## 생애
매우 겸손하고 공정한 성품을 지녔다. 유비(劉備)가 태자 유선(劉禪)을 세울 때에 태자의 사인으로 뽑혀 촉한의 관료가 되었고, 유선이 즉위하자 황문시랑으로 승진하였다. 제갈량이 북벌에 나설 때에 성도에서 시중 겸 호분중랑장으로서 촉한의 근위병을 총괄하였다. 장완이 병사하자 그의 뒤를 이어 촉의 전권을 이어받았으나 그도 얼마 지나지 않아 병으로 죽었다. 동윤이 살아있었을 적엔 환관 황호(黃皓)도 함부로 설치지 못하였다고 한다. 유선이 집권하는 동안 유선을 보좌하며 촉한을 훌륭하게 다스렸고 내정적인 측면에서 역시 많은 업적을 남겼다. 유선이 그다지 뛰어난 능력을 지닌 사람이 아님에도 불구하고 42년 동안이나 집권할 수 있었던 것은 동윤이 보좌를 훌륭하게 해줬기 때문이였다.
장완 사후에 비의(費禕)를 대신하여 국무를 총괄했다. 장완 생존 당시에 동윤은 비의의 업무에 대한 열정이 소홀한 것에 대하여 비판했었다. 그러나 장완 사후에 상서령(尙書令)에 오르자 체 두 달이 안되어서 "이렇게까지 사람의 능력이 차이가 나는구나."라며 한탄했다고 한다. '동윤은 비의만큼은 못했다.' 하지만 그의 평소 성격 때문에 내정적인 측면에서 안정적인 면을 유지할 수 있었다고 볼 수 있다.

## 동윤의 친족 관계
- 동화(아버지)

## 같이 보기
- 삼국지 인물 목록
- 진수 (서진)
- 배송지